# Diese Welt
Diese Welt war der deutsche Beitrag zum Eurovision Song Contest 1971 in Dublin. Gesungen wurde der Schlager, der von Dieter Zimmermann auf einen Text von Fred Jay komponiert wurde, von Katja Ebstein.

## Veröffentlichung und Erfolge
Dieses Lied war Ebsteins zweiter Eurovisions-Beitrag in Folge. Sie hatte Deutschland beim Eurovision Song Contest 1970 mit Wunder gibt es immer wieder vertreten, das den dritten Platz belegte, und auch der Titel Diese Welt erreichte wieder diese Platzierung.
Die Single erschien im März 1971 bei Liberty Records und trat am 19. April 1971 in die deutschen Charts ein, wo sie sich zehn Wochen hielt und Platz 16 erreichte.

## Text
Der Text thematisiert Umweltprobleme wie Luft- und Wasserverschmutzung. Nach der Beschreibung einer naturbelassenen, unbelasteten Welt (Sternenklare Nächte, sauberes Wasser, saftig grüne Wälder) in der ersten Strophe kontrastiert er diese mit Beispielen für Naturzerstörung – etwa „Rauch aus tausend Schloten“ oder Ölkatastrophen. Die Strophen enden in zwei zentralen Fragen:

„Kann es das noch geben oder ist es schon zu spät

Dass für alle überall, dieser Traum noch in Erfüllung geht?“

und

„Wie wird dieses Morgen sein, sinnlos oder voller Sonnenschein?“

Im Refrain wird die Erde als Geschenk bezeichnet und an die persönliche Verantwortung jedes Menschen appelliert, den Planeten zu erhalten.

„Diese Welt, diese Welt hat das Leben uns geschenkt

Sie ist dein, sie ist mein, es ist schön auf ihr

Was werden soll, liegt an dir“

Vom Aufbau her ist der Text mit unterschiedlichen Verslängen, Strophenlängen und Versmaßen recht uneinheitlich. Folgt die erste Strophe noch einem mehr oder weniger jambischen Rhythmus mit einem Paarreim, so steht in der zweiten Strophe die dritte Zeile „In den Düsenriesen fliegen wir dem Morgen zu“ für sich allein, während die vierte Zeile, die Frage nach der Zukunft, mit einem Binnenreim versehen ist.
Nach den zwei beschreibenden Strophen wird der Refrain viermal wiederholt, dazwischen kurz von einem abschließenden Zweizeiler unterbrochen, der den Appell an die menschliche Verantwortung noch einmal vertieft:

„Und ist sie auch ein Staubkorn nur in der Unendlichkeit

Nur dieser Stern ist unser Stern, die andern sind viel zu weit“

## Kontext
Der Autor André Port le roi sieht Katja Ebstein neben Olivia Molina als prominente Beispiele für den Politiktrend im (bundes)deutschen Schlager, wie er ihn zu Beginn der 1970er Jahre konstatiert. Mit dem „Umwelt“-Schlager Diese Welt – ein „inspiriertes ökologisches Horrorszenario“ – habe Ebstein einen Höhepunkt der populären Politisierung erreicht.